# Claudio López
Claudio Javier Lopez (ur. 17 lipca 1974 w Río Tercero, Córdoba) – argentyński piłkarz grający na pozycji napastnika, wielokrotny reprezentant Argentyny. W okresie gry w CF Valencia uznawany za najszybszego gracza Primera Division.

## Kluby
- Estudiantes La Plata (1990–1992),
- Racing Buenos Aires (1992–1996),
- Valencia CF (1996–2000),
- S.S. Lazio (2000–2004),
- Club América Meksyk (2004–2006),
- Racing Club (2007–2008),
- Kansas City Wizards (2008–2010)
- Colorado Rapids (2010- )

## Przebieg kariery
Zaczynał karierę w tym samym klubie co Juan Sebastian Veron – Estudiantes La Plata – jednakże już po jednym sezonie przeniósł się do Racingu, gdzie spędził okres czterech lat, zaliczając 116 występów i 25 bramek. W Europie zwrócono uwagę na jego ponad przeciętną szybkość i po udanych występach podczas Olimpiady w Atlancie, latem 1996 zameldował się w Europie, a dokładniej w Valencii.
Początkowo z Brazylijczykiem Romário i Chorwatem Vlaoviciem, a później również Ortegą czy Kily Gonzálezem doprowadził Valencię na szczyty europejskiego futbolu. Szczyt kariery Argentyńczyka przypada na rok 2000, kiedy to w barwach Valencii po pokonaniu Lazio i FC Barcelony, udało się Hiszpanom awansować do finału Champions League; tam jednak musieli uznać wyższość Realu Madryt.
Latem 2000 roku Lopez został sprzedany do Lazio za 35 mln euro. Wraz ze sprowadzonym z Parmy Crespo (54 mln!), Lazio miało rządzić i dzielić w Europie. Występy w Valencii zamknął w liczbie 123, przy 42 golach. Lopez kariery we Włoszech nie zrobił; po olbrzymich transferach, Lazio jako faworyt bukmacherów do wygrania Ligi Mistrzów zawiodło na całej linii, zwolniony został trener Ericsson [później objął reprezentację Anglii], a klub ogarnął się w gigantycznym kryzysie finansowym i sportowym. Lopez wytrzymał w Rzymie cztery lata (105 występów i 28 bramek), zwłaszcza w przedostatnim roku swej gry, stając się największym liderem zespołu. Mimo wielu ofert z czołowych europejskich drużyn, 30-letni wówczas skrzydłowy zdecydował się kontynuować karierę w Meksyku, w klubie America (87 meczów, 25 goli).
W końcu, w styczniu 2007 roku wrócił do Racingu, na rozgrywki Clausury. Nie był już największą gwiazdą drużyny, a większość ważnych bramek zdobył jako rezerwowy, wspomagając swoich młodszych kolegów doświadczeniem w końcówkach spotkań. Mimo 10 bramek zdobytych w okresie roku, Lopez zdecydował się opuścić Racing i koniec kariery spędzić w Kansas City Wizards.
W czerwcu 2010 piłkarz jeszcze raz zmienił klub. Po dwóch latach spędzonych w Kansas City Wizards Claudio Lopez trafił do drużyny Colorado Rapids.
W reprezentacji Claudio Lopez grał od 1995 przez kolejne 8 lat. Jako piłkarz U-23 zdobył srebrny medal na Olimpiadzie w Atlancie, później, bez większych sukcesów uczestniczył w Mistrzostwach Świata 1998 i 2002. Karierę reprezentacyjną zakończył w 2003, zaliczając ostatecznie w barwach 'Albicelestes' 58 meczów i 10 bramek.

## Sukcesy
- Z Valencią: Zdobywca Pucharu Hiszpanii (1999),
- Z Lazio: zdobywca Superpucharu Włoch (2000); zdobywca Pucharu Włoch (2004),
- Z reprezentacją Argentyny: srebrny medalista igrzysk olimpijskich (1996).